# Saint-Martin-Belle-Roche
Saint-Martin-Belle-Roche és un municipi francès situat al departament de Saona i Loira i a la regió de Borgonya - Franc Comtat. L'any 2009 tenia 1.299 habitants.

## Història
| Data d'elecció                           | Identitat            | Partit | Qualitat |
| ---------------------------------------- | -------------------- | ------ | -------- |
| 1945-1950                                | Albert De La Boulaye |        |          |
| 1950-1959                                | Jacques Sauvageot    |        |          |
| 1959-1970                                | Urbain Turland       |        |          |
| 1970-1985                                | Claudius Berthelier  |        |          |
| 1985-2008                                | Albert Prost         |        |          |
| 2008-                                    | André Berthoud       |        |          |
| les dades anteriors no són pas conegudes |                      |        |          |
|                                          |                      |        |          |

## Demografia
| A partir de 1990: Població sense dobles comptes |